# كيمي (إيطاليا)
كيمّي هي بلدية في مقاطعة نوفارا في بيدمونت الإيطالية على ضفة نهر سيسيا على بعد ما يقارب 80 كيلومتر (50 ميل) شمال شرق تورينو وما يقارب 25 كيلومتر (16 ميل) شمال غرب نوفارا.
كما أنها تُعد مسقط رأس المهندس المعماري أليساندرو أنتونيلي والمدينة الأصلية المباركة Panacea De 'Muzzi بَنسيا دي موزّ. والمعلم الرئيسي لها هو هو قلعة ريكتّو( Castello-ricetto التي بنيت خلال القرنين الحادي عشر إلى الخامس عشر.
تشتهر مدينة كيمّي بنبيذها الأحمر.